# Gerolsteiner Brunnen

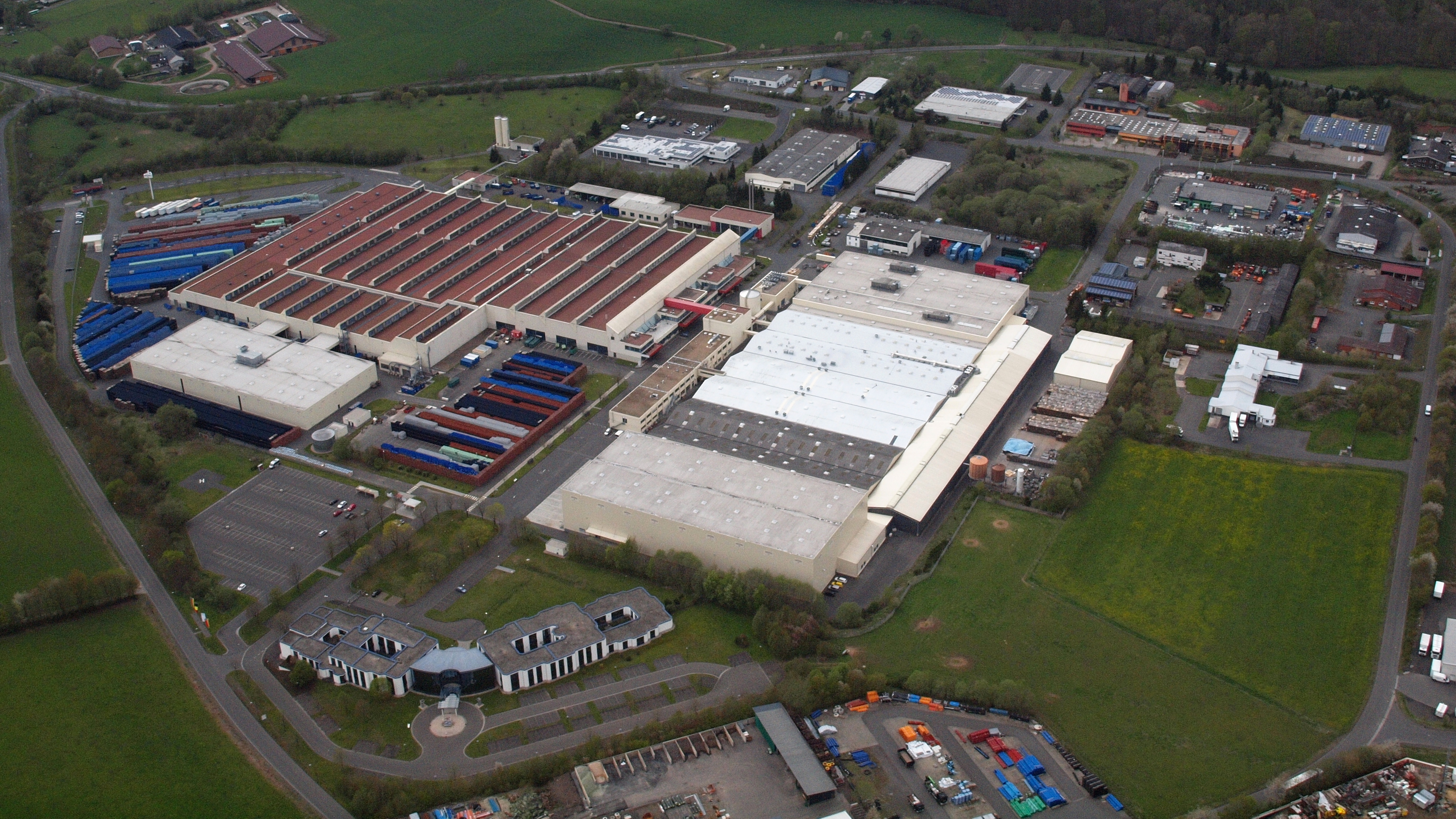
Gerolstein Bewingen, Industriegebiet, Gerolsteiner Brunnen

Die Gerolsteiner Brunnen GmbH & Co. KG ist ein deutscher Hersteller von Mineralwasserprodukten mit Sitz in Gerolstein in der Eifel.
2023 belief sich der Absatz auf 8,2 Millionen Hektoliter.

## Geschichte

Historisches Logo

Am 1. Januar 1888 gründete der Bergwerksdirektor Wilhelm Castendyck das Unternehmen Gerolsteiner Sprudel W. Castendyck Gerolstein und ließ das Mineralwasser zunächst in Tonkrüge abfüllen. Der Chemiker Carl Remigius Fresenius empfahl das Wasser wegen seines hohen Gehalts an natürlicher Kohlensäure.
Das Firmenlogo, bestehend aus einem achteckigen roten Stern und dem Löwen des Gerolsteiner Stadtwappens, wurde 1889 in das Zeichenregister eingetragen und damit geschützt. Das Unternehmen exportierte bereits 1890 Wasser in die USA und ab 1895 nach Sydney in Australien.

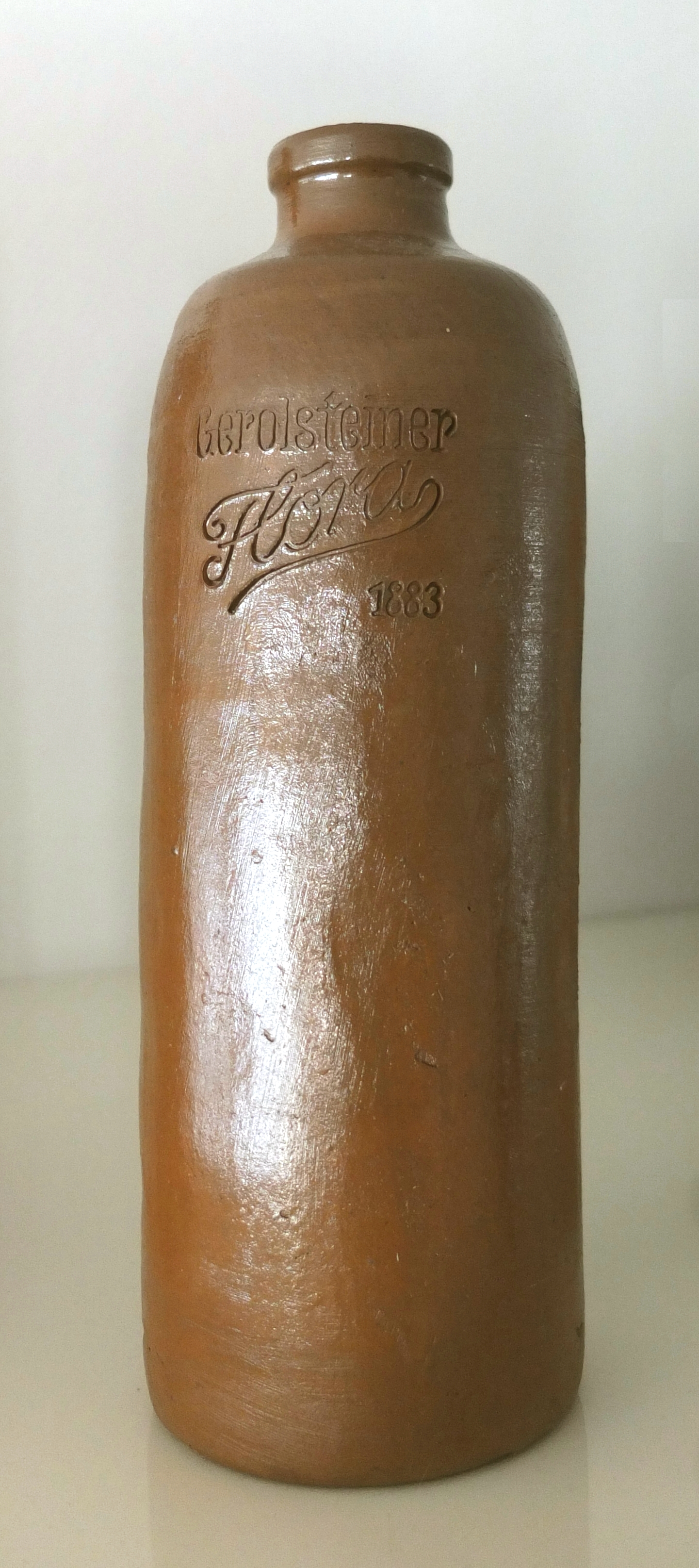
Mineralwasserflasche „Flora“ (1883)
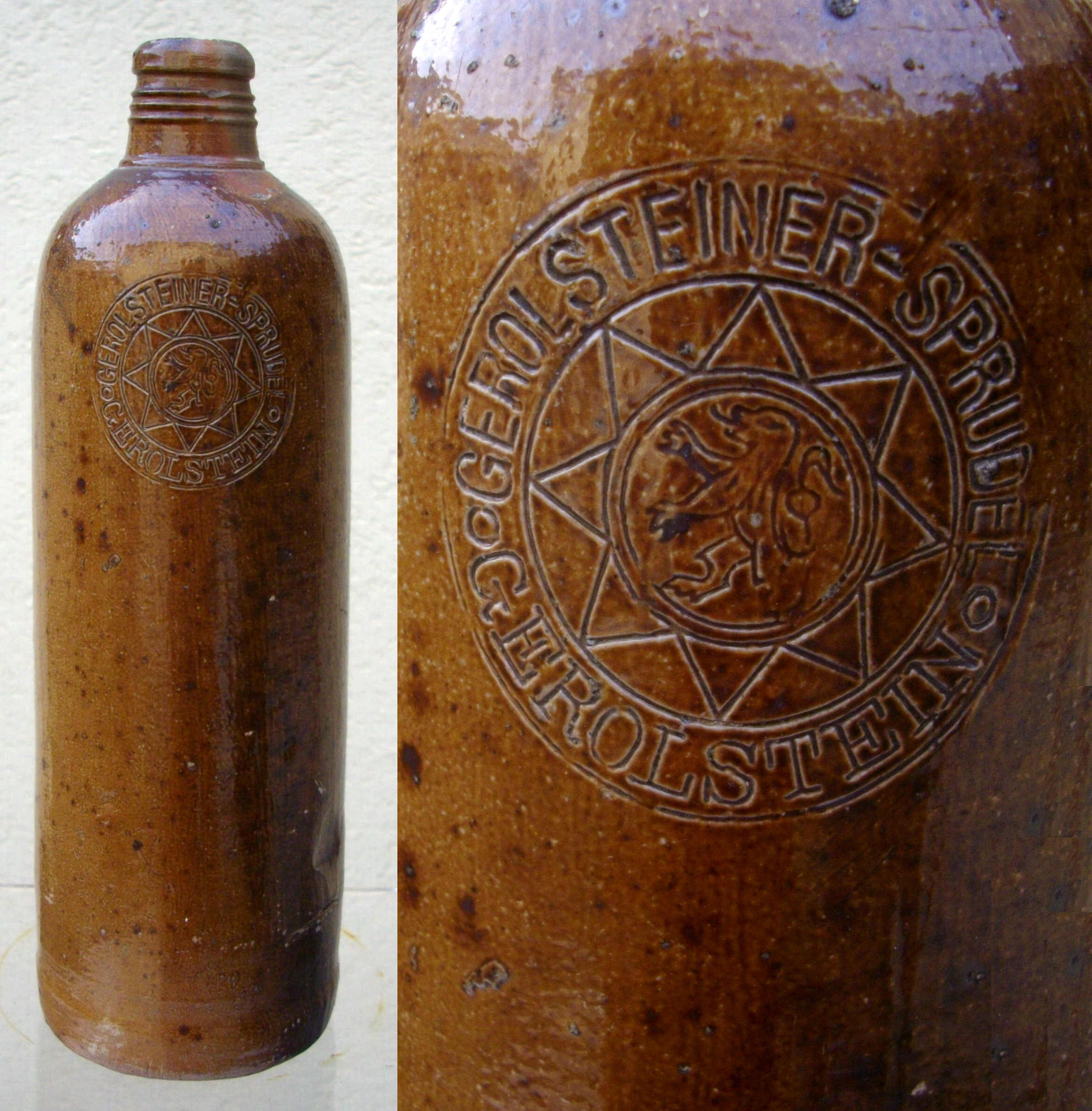
Mineralwasserflasche (nach 1889)
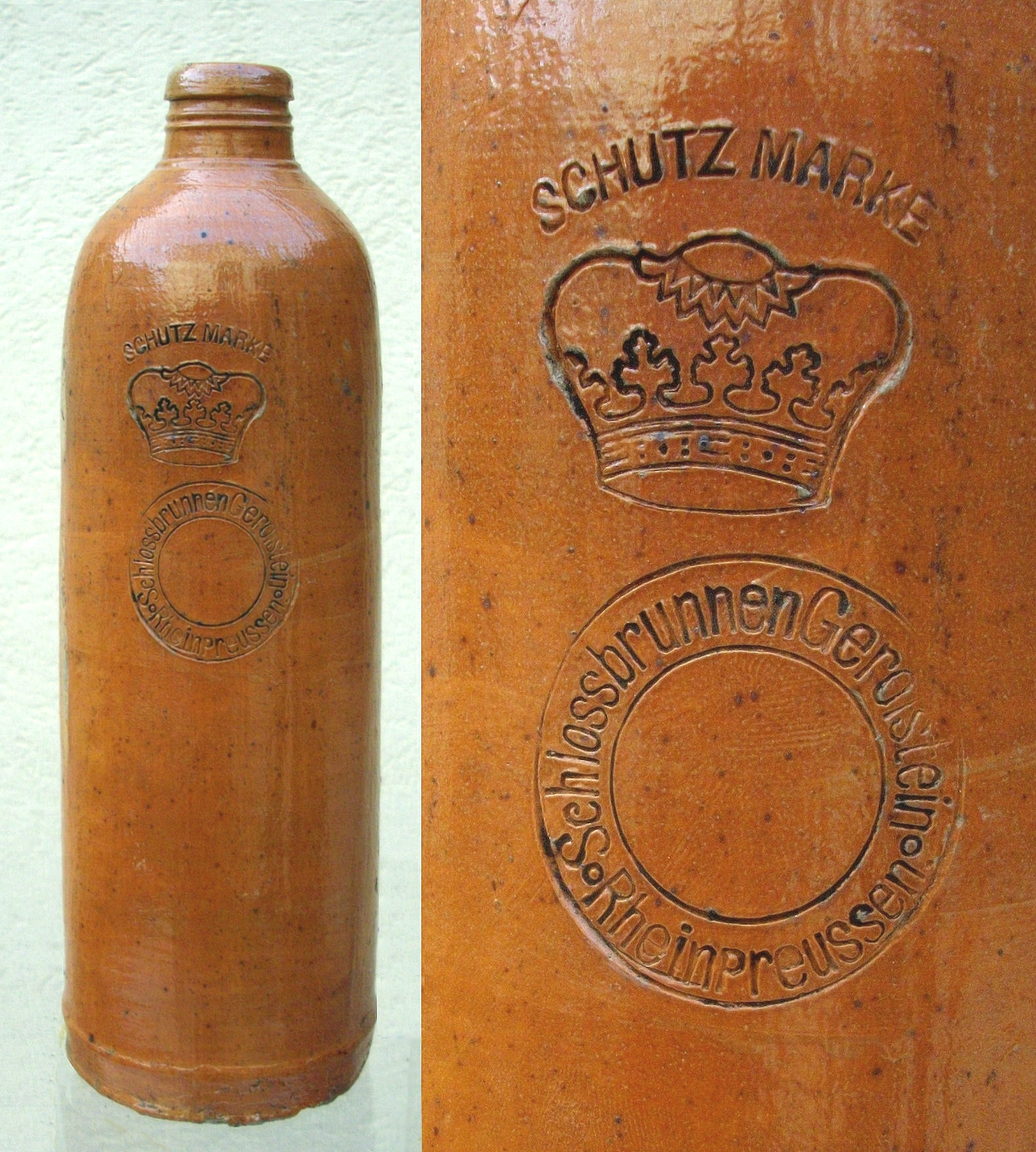
Mineralwasserflasche (1895–1899)

Im Jahre 1900 stellte das Unternehmen allmählich vom Tonkrugversand auf Glasflaschen um. Der Absatz betrug in diesem Jahr bereits 3,2 Millionen Füllungen. 1919 änderte sich die Rechtsform in eine Kommanditgesellschaft.
Mit 158.000 Flaschen wurde 1928 der Export in die USA wieder aufgenommen und 1934 kam die Limonade Gerri auf den Markt. 1939 wurden 15,6 Millionen Flaschen abgefüllt; damit gehörte das Unternehmen zu den zehn führenden der deutschen Brunnenindustrie.
Durch Luftangriffe an Weihnachten 1944 wurde das Gerolsteiner Werk vollständig zerstört. Bis 1946 wurden die Gebäude und Anlagen wieder aufgebaut und ab 1948 wurden wieder die ersten Flaschen gefüllt.
1953 erklärte das rheinland-pfälzische Ministerium für Landwirtschaft, Weinbau und Forsten, dass es sich bei Gerolsteiner Sprudel um eine gemeinnützige Quelle handelt. Damit erhielten die Mineralquellen nach rheinland-pfälzischem Wasserrecht den Status staatlich anerkannter Heilquellen.
In den 1950er-Jahren übernahm Gerolsteiner mehrere Brunnenunternehmen und wurde zur Gerolsteiner Sprudel GmbH & Co.
Am Anfang stand die Übernahme der Wilhelm Flamm & Co. 1969 folgte der Schloss-Brunnen-Gerolstein Dr. Peter Dehottay KG und 1970 schließlich die Übernahme der Rockeskyller Sprudel KG. Dabei stieg der Absatz erstmals über 100 Millionen Flaschen.
1969 trat die Bitburger Brauerei mit der Übernahme des Schloßbrunnen als Kommanditist in die Gerolsteiner Sprudel GmbH & Co. ein. 1978 wurde die Dolomitquelle in die bis heute unter diesem Namen bekannte St. Gero Quelle umbenannt.
1984 fusionierten die Gerolsteiner Mineralwasserbrunnen Gerolsteiner Sprudel GmbH & Co. KG und der Gerolsteiner Flora-Brunnen, Rud. Buse GmbH & Co. KG.
1986 fand die Markteinführung von Gerolsteiner Stille Quelle statt, welches seit 2008 Gerolsteiner Medium heißt. 1988 erfolgte eine Umfirmierung in Gerolsteiner Brunnen GmbH & Co.
1989 begann eine Expansionsphase des Gerolsteiner Brunnen mit Erwerb der Bad Pyrmonter Mineral- und Heilquellen. 1990 wurden der Margon-Brunnen und der Glashäger Brunnen erworben. 1991 wurde der Birresborner Phönix Sprudel übernommen.
1998 führte Gerolsteiner die erste PET-Mehrwegflasche für Mineralwasser in Deutschland ein, was von Umweltverbänden stark kritisiert wurde.
2003 veräußerte Gerolsteiner die Limonadenmarke Gerri an den Sinziger Mineralbrunnen und die anderen Tochtergesellschaften an Brau & Brunnen. Am 11. November 2003 wurde der Mineralbrunnen Birresborner Phönix Sprudel auf Grund von Verunreinigungen geschlossen.

## Anteilseigner
(Stand: April 2025):
- Bitburger Holding - ca. 51,6 %
- Buse KSW GmbH & Co. KG - ca. 32,6 %
- 32 Privatpersonen - ca. 15,8 %

## Gerolsteiner Mineralwasser
Die Gerolsteiner Mineralwässer stammen aus verschiedenen Brunnen und haben unterschiedliche Zusammensetzungen. Auszug aus der amtlich anerkannten Analyse des Instituts Fresenius in Taunusstein für Gerolsteiner Medium:
| Stoff            | Menge [in mg/l] |
| ---------------- | --------------- |
| Hydrogencarbonat | 1816            |
| Natrium          | 0118            |
| Magnesium        | 0108            |
| Kalium           | 0011            |
| Chlorid          | 0040            |
| Calcium          | 0348            |
| Sulfat           | 0038            |

Für Gerolsteiner ohne Kohlensäure, Gerolsteiner naturell, wurde festgestellt:
| Stoff            | Menge [in mg/l] |
| ---------------- | --------------- |
| Hydrogencarbonat | 577             |
| Natrium          | 017             |
| Magnesium        | 044             |
| Kalium           | 005             |
| Chlorid          | 0015            |
| Calcium          | 0125            |
| Sulfat           | 0024            |

Von Gerolsteiner gibt es auch ein sogenanntes Heilwasser: St. Gero. Dies enthält mehr Calcium und mehr Magnesium.

## Sonstiges

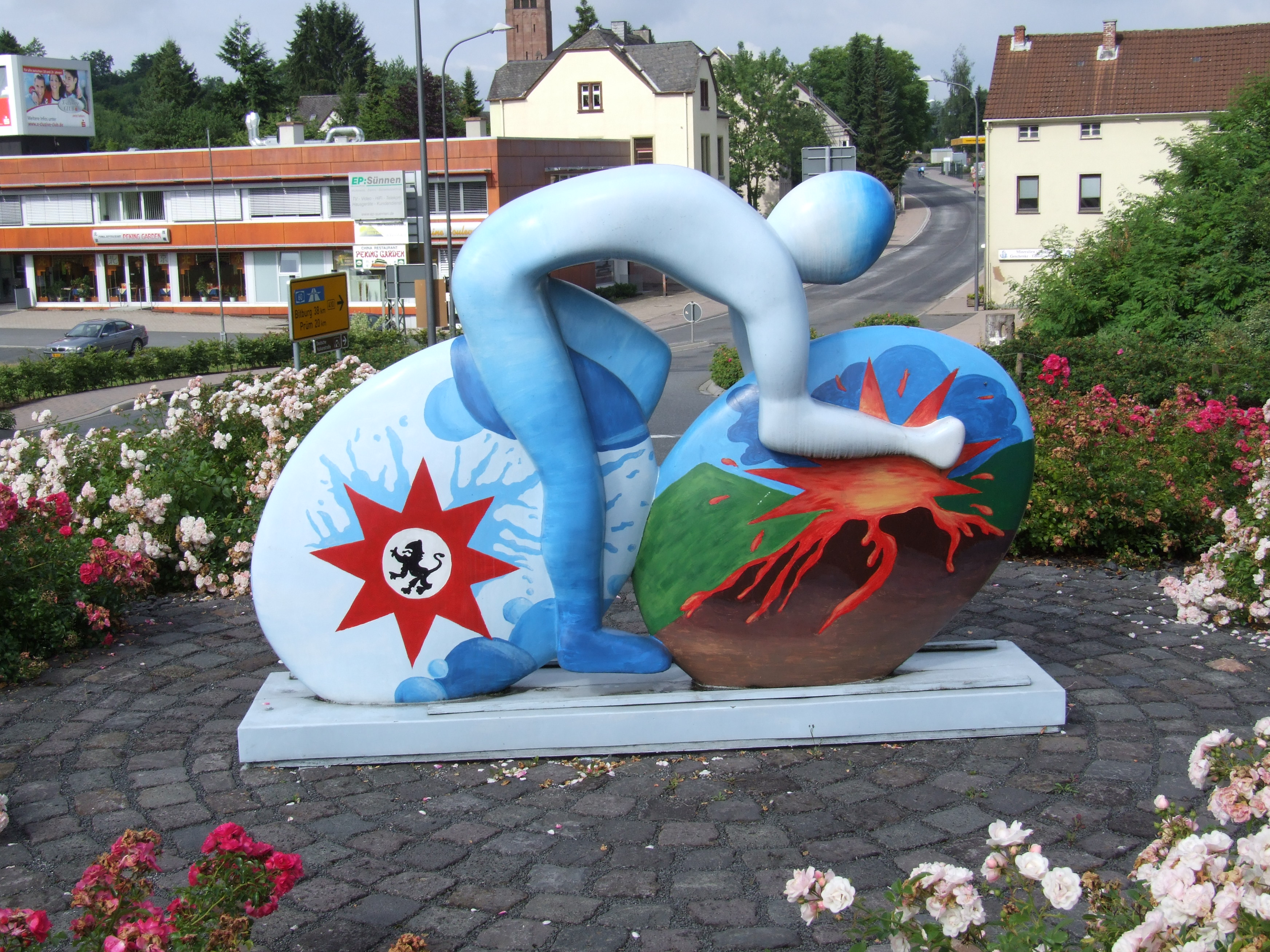
Radfahrerskulptur in Gerolstein

Gerolsteiner war Hauptsponsor des gleichnamigen Profi-Radteams. Von 2006 bis 2008 war Gerolsteiner Co-Sponsor der Deutschland Tour.
Von 2011 bis 2017 war Andrea Petković Testimonial des Unternehmens. Von 2014 bis 2017 war Gerolsteiner auch Sponsoringpartner der Langstreckenläuferinnen Lisa und Anna Hahner.
Gerolsteiner wurde 2022 durch Freundin und Kununu als familienfreundlichstes Nahrungsmittelunternehmen in Deutschland ermittelt.
Mitte 2023 wurden einige Flaschen „Gerolsteiner Naturell“ aufgrund eines möglichen Schimmelbefalls zurückgerufen.